# Symptomatologia
Symptomatologia – nauka zajmująca się opisem i grupowaniem objawów choroby, stanowiąc podstawę diagnostyki, jednak nie wnikając w ich przyczynę. W badaniach uwzględnia się morfologiczno-anatomiczne zmiany chorobowe (anatomia patologiczna) oraz fizjologiczne zaburzenia w funkcjach życiowych chorego organizmu.

Przeczytaj ostrzeżenie dotyczące informacji medycznych i pokrewnych zamieszczonych w Wikipedii.